# Murdo (Dakota del Sud)
Murdo è un centro abitato (city) degli Stati Uniti d'America situato nella contea di Jones nello Stato del Dakota del Sud, della quale è capoluogo. La popolazione era di 488 persone al censimento del 2010.

## Storia
Murdo è stata fondata circa nel 1907 dalla Chicago, Milwaukee, St. Paul and Pacific Railroad. La città prende questo nome in onore di Murdo MacKenzie.

## Geografia fisica
Murdo è situata a 43°53′17″N 100°42′40″W (43.888173, -100.711109).
Secondo lo United States Census Bureau, ha un'area totale di 0,63 miglia quadrate (1,63 km²).

## Società

### Evoluzione demografica
Secondo il censimento del 2010, c'erano 488 persone.

### Etnie e minoranze straniere
Secondo il censimento del 2010, la composizione etnica della città era formata dal 93,9% di bianchi, lo 0,2% di afroamericani, il 3,5% di nativi americani, e il 2,5% di due o più etnie. Ispanici o latinos di qualunque razza erano lo 0,8% della popolazione.